# NGC 4221
NGC 4221 is een balkspiraalstelsel in het sterrenbeeld Draak. Het hemelobject werd op 3 april 1832 ontdekt door de Britse astronoom John Herschel.

## Synoniemen
- UGC 7288
- MCG 11-15-40
- ZWG 315.29
- PGC 39266